# Pinguicula laxifolia

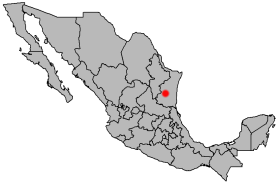
Pinguicula laxifolia Verbreitung

Pinguicula laxifolia ist eine fleischfressende Pflanzenart aus der Gattung der Fettkräuter (Pinguicula) und das einzige Mitglied der Sektion Orchidioides. Sie wurde 1995 von Hans Luhrs anhand von Aufsammlungen aus dem Jahre 1969 erstbeschrieben.

## Beschreibung
Pinguicula laxifolia ist eine mehrjährige, krautige Pflanze, gehört zum tropisch-heterophyllen Wuchsformtyp und bildet dementsprechend eine Sommer- und eine Winterrosette aus, beide sind bodenständig. Das Wurzelwerk besteht aus zahlreichen weißen, dünnen und unverzweigten Wurzeln.
Die lockere Sommerrosette setzt sich aus herabhängenden, elliptischen bis verkehrt-lanzettlichen, Blättern zusammen, welche 4 bis 6,8 Zentimeter lang und 6 bis 12 Millimeter breit werden, der Blattstiel macht rund ein Drittel der Länge aus. Die herabhängenden Blätter sind ungewöhnlich, da die Mehrzahl der Arten der Gattung sich durch steife, fast sukkulent wirkende Blätter auszeichnet. 
Im trockenen Winter formt Pinguicula laxifolia eine dichte Winterrosette aus bis zu siebzehn kurzen, verkehrt-eiförmigen bis spatelförmigen, nicht karnivoren Blättern mit einer Länge von 1 bis 1,7 Zentimetern und einer Breite von 1,5 bis 4 Millimetern.
Pinguicula laxifolia blüht von Februar bis März, die Blüten sind rosa bis blass purpurn, mit einem weißen Saftmal und dunkleren violetten Markierungen.

## Verbreitung und Habitat
Pinguicula laxifolia ist nur von seinem entlegenen Typort im „El Cielo“ Nebelwald-Bioreservat in Tamaulipas, Mexiko bekannt. Hier wächst es auf stark beschatteten, senkrechten Felsenwänden auf einer Höhe von 1920 bis 2040 m. ü. NN. Aufgrund seiner äußerst eingeschränkten Verbreitung ist über die Art nur wenig bekannt.